# Marion Center (Pennsilvània)
Marion Center és una població dels Estats Units a l'estat de Pennsilvània. Segons el cens del 2000 tenia 451 habitants.

## Demografia
Segons el cens del 2000, Marion Center tenia 451 habitants, 173 habitatges, i 129 famílies. La densitat de població era de 232,2 habitants/km².
Dels 173 habitatges en un 34,7% hi vivien nens de menys de 18 anys, en un 58,4% hi vivien parelles casades, en un 13,3% dones solteres, i en un 24,9% no eren unitats familiars. En el 21,4% dels habitatges hi vivien persones soles l'11% de les quals corresponia a persones de 65 anys o més que vivien soles. El nombre mitjà de persones vivint en cada habitatge era de 2,61 i el nombre mitjà de persones que vivien en cada família era de 3,07.
Per edats la població es repartia de la següent manera: un 26,8% tenia menys de 18 anys, un 9,8% entre 18 i 24, un 24,4% entre 25 i 44, un 24,4% de 45 a 60 i un 14,6% 65 anys o més.
L'edat mediana era de 37 anys. Per cada 100 dones de 18 o més anys hi havia 87,5 homes.
La renda mediana per habitatge era de 27.625 $ i la renda mediana per família de 31.875 $. Els homes tenien una renda mediana de 23.125 $ mentre que les dones 20.625 $. La renda per capita de la població era de 12.048 $. Entorn del 15,5% de les famílies i el 16,6% de la població estaven per davall del llindar de pobresa.

## Poblacions més properes
El següent diagrama mostra les poblacions més properes.